# Pseudohemiodon
Pseudohemiodon – rodzaj słodkowodnych ryb sumokształtnych z rodziny zbrojnikowatych (Loricariidae). Spotykane w hodowlach akwariowych.

## Występowanie
Dorzecza Amazonki i Parany, odnotowany również w dorzeczu Orinoko. Występuje głównie nad piaszczystym podłożem.

## Cechy charakterystyczne
Ciało silnie ścieśnione grzbietobrzusznie. Płetwy brzuszne są używane głównie do poruszania się na piaszczystym dnie. Dymorfizm płciowy nie jest zaznaczony. Samce opiekują się ikrą.

## Klasyfikacja
Gatunki zaliczane do tego rodzaju:
- Pseudohemiodon amazonum
- Pseudohemiodon apithanos
- Pseudohemiodon devincenzii
- Pseudohemiodon lamina
- Pseudohemiodon laticeps
- Pseudohemiodon platycephalus
- Pseudohemiodon thorectes

Gatunkiem typowym jest Hemiodon platycephalus (P. platycephalus).